# Vũng Tàu (stad)
Vũng Tàu ("ankerplaats") is een stad in de Vietnamese provincie Bà Rịa-Vũng Tàu. Tot 1 mei 2012 was Vũng Tàu de hoofdstad van de provincie.
Vũng Tàu had bij de volkstelling van 2019 341.552 inwoners. Vũng Tàu is het centrum voor het delven van aardolie van Vietnam en is verder beroemd om de stranden die druk bezocht worden door de mensen uit Ho Chi Minhstad. Tot 1979 was Vũng Tàu een stadsprovincie.

## Geschiedenis
Tijdens de 14e en 15e eeuw vormde de kaap waar later Vũng Tàu zou ontstaan een moeras waar Europese handelsschepen regelmatig kwamen. De naam Vũng Tàu ("ankerplaats") is hiervan afgeleid. Portugese zeevaarders voeren Vũng Tàu vaak voorbij en vernoemden haar naar de (in het katholicisme) heilige Jakobus de Meerdere. Later veroverden de Fransen Vietnam en noemen de kaap naar Jakobus. De klif van Vũng Tàu wordt nu Mũi Nghinh Phong ("Kaap van het welkom van de (wind)bries") genoemd. Aanvankelijk was de naam echter geen Vũng Tàu maar Tam Thắng ("drie boten") verwijzend naar de eerste drie dorpen in dit gebied: Thắng Nhất, Thắng Nhị en Thắng Tam. Tijdens de regering van de Nguyen-dynastie vormde het onderdeel van de provincie van Biên Hòa. Onder koning Gia Long (1761–1820), toen Maleisische zeerovers hier een basis oprichtten en vervolgens een gevaar gingen vormen voor handelaren in de stad Gia Dinh, stuurde de koning drie legereenheden om een einde te maken aan de piraterij. De soldaten kregen in ruil hiervoor het land als beloning.
Op 10 februari 1859 beschoten troepen van de Nguyen-dynastie Franse slagschepen met kanonnen vanaf posities uit het fort Phước Thắng, ongeveer 100 meter achter het voorste strand van Vũng Tàu; de eerste maal dat de dynastie kanonnen inzette en een belangrijk moment in de strijd van de Vietnamezen tegen de Franse invasie in Zuid-Vietnam (toen Cochin-China genoemd). In 1876 werd de stad op bevel van de Franse koloniale overheersers bestuurlijk gefuseerd met het district Bà Rịa, dat onder het bestuur van Saigon (Frans: circonscription de Saigon) stond. Op 1 mei 1895 verklaarde de gouverneur van Cochin-China een besluit uit waarmee de stad autonoom van het district werd verklaard. In 1898 werd dit teruggedraaid, maar in 1899 weer ingesteld.
In 1901 telde Vũng Tàu 5.690 inwoners, waaronder ongeveer 2.000 immigranten uit Noord-Vietnam. Het grootste deel van de bevolking was toen actief in de visserij. Op 4 april 1905 werd de kaap wederom ingevoegd in Bà Rịa (nu een provincie), ditmaal als bestuurlijk district. In 1929 werd het zelf een provincie en in 1934 een stad (commune).
De Franse gouverneur van Indo-China, Paul Doumer (die later president van Frankrijk zou worden), liet een landhuis bouwen in Vũng Tàu hetgeen nog altijd een prominent gebouw vormt in de stad.
Tijdens de Vietnamoorlog waren troepen van het Australische Leger en Amerikaanse ondersteuningseenheden in de stad gelegerd. Het vormde toen een populaire plek voor recreatie voor Amerikaanse soldaten. Na de oorlog vormde het een van de uitvalsbasis voor de Vietnamese bootvluchtelingen op de vlucht voor de communisten.
Op 10 mei 1979 werd Vũng Tàu tot bestuurlijk centrum van het speciale bestuurlijke gebied Vũng Tàu-Côn Đảo gemaakt. Op 12 augustus 1991 werd de provincie Bà Rịa-Vũng Tàu opgericht en werd Vũng Tàu haar bestuurlijk centrum.